# Живописная Россия (издание)
«Живописная Россия» (полное название «Живописная Россия: Отечество наше в его земельном, историческом, племенном, экономическом и бытовом значении») — 19-томное издание, подготовленное товариществом М. О. Вольф в 1870-х годах и изданное в 1881—1901 годах. Одно из самых дорогих изданий в истории российского книгопечатания. Является библиографической редкостью.
Издание состоит из 19 книг общим объёмом в 6984 страниц и содержит 220 отдельных очерков, написанных 93 писателями и иллюстрированных 3815 рисунками. Всего в подготовке издания участвовало 423 человека .
В начале XXI века была предпринята попытка репринтного переиздания.

## История издания

### Замысел издания
Идея издания большого сочинения, заключающего в себя подробное, всестороннее художественно-научное описание Российской империи и ее народов, появилась у М. Вольфа довольно давно. Ввиду огромного риска значительных затрат и трудности поиска подходящих для осуществления самой идеи писателей, ученых, художников, он долго не решался приступить к реализации задуманного.
Ядром или ячейкой «Живописной России» явилось задуманное еще в начале издательской деятельности, в 1856 году, иллюстрированное описание Польши, под редакцией известного польского писателя Ю. Крашевского, но по политическим причинам не осуществленное.
Помимо журналов, М. О. Вольф издавал выпусками, по подписке, большие иллюстрированные и научные издания. Такого рода изданием была и «Живописная Россия — Отечество наше в его земельном, историческом, племенном, экономическом и бытовом значении» под редакцией Петра Петровича Семёнова. К участию в этом издании были приглашены лучшие научные и литературные силы.

### Подготовка издания

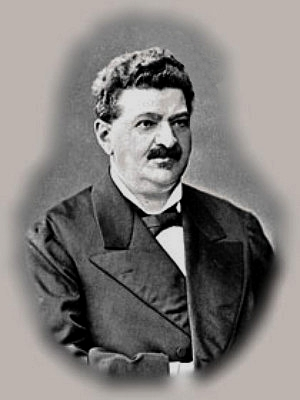
М. О. Вольф

Для того чтобы изучить и описать такую обширную и разнообразную по своему составу страну, как Россия, пришлось привлечь целые десятки знатоков отдельных местностей, знатоков той или иной стороны народной русской жизни, все лучшие литературные, ученые и художественные силы. Помимо этого, приходилось даже специально отправлять людей для изучения некоторых местностей России. Пришлось также пересмотреть все иллюстрированные издания, все исторические, статистические, экономические и этнографические статьи, путешествия русских людей и иностранцев, собрать со всех концов России фотографические и художественные альбомы и коллекции, находившиеся в правительственных учреждениях и во владении частных лиц. Для выполнения этих первых, предварительных работ был приглашен известный публицист, сотрудник «Голоса» и составитель «Истории всемирной литературы», В. Р. Зотов, который и составил по личным указаниям М. О. Вольфа, первый план издания. Эти предварительные работы заняли около двух лет, причем на помощь В. Р. Зотову было выделено несколько молодых сотрудников.

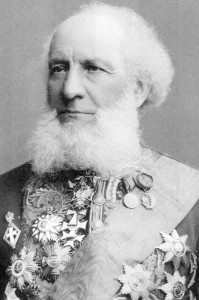
П. П. Семенов-Тян-Шанский

Редакторскую работу принял на себя сенатор П. П. Семёнов, вице-председатель Императорского русского географического общества, директор статистического департамента Министерства внутренних дел, впоследствии член Государственного совета, известный своими трудами. Можно смело сказать, что в то время никто в России не мог бы лучше его оказать содействие в осуществлении идеи «Живописной России» и её воплощению в виде обширного, правильно сгруппированного труда.
Приступая к составлению программы издания, редактор вполне согласился с издателем, что не следует допускать в «Живописной России» никаких перепечаток или статей беллетристического содержания, и что нужно вносить в состав только то, что имеет значение серьёзного, самостоятельного вклада. Все это требовало, в свою очередь, долгих и сложных переговоров со знатоками дела и предварительных работ небывалых размеров, вызывая материальные затраты, которые не всегда под силу даже самым крупным из иностранных издателей.
После просмотра всего собранного «сырого» материала, П. П. Семёновым для сотрудников была составлена подробная программа издания. Но, хотя в этой программе (отпечатанной отдельной брошюрой и разосланной всем русским писателям и ученым, занимающихся изучением России) предусмотрено было все, даже приблизительный размер каждой статьи, наименованы рисунки и прочее, издатель в своем обращении к сотрудникам заявил, что программа не должна стеснять авторов, знающих избранный ими для очерка предмет; она должна представить лишь канву и важна для общих соображений будущих сотрудников. Это свидетельство о серьёзном и добросовестном отношении к делу встретило общее одобрение среди писателей. На приглашение к участию в «Живописной России» откликнулись лучшие литературные и научные силы. На состоявшемся первом редакционном заседании у издателя М. О. Вольфа, собрались, во главе с П. П. Семёновым, почти все будущие сотрудники из числа намеченных редактором и проживающих в Петербурге. Кроме того, в качестве почетных гостей присутствовали: И. А. Гончаров, Н. С. Лесков, Я. П. Полонский, Д. В. Григорович и др., советы и указания которых тем более имели ценность, что цель издания состояла в том, чтобы дать не сухой научный материал, а «…ряд верных, художественных, понятных каждому картин жизни нашего отечества настоящей и прошлой».
На этом редакционном заседании программа, выработанная П. П. Семёновым была одобрена, одобрен был также и намеченный список сотрудников, в котором рядом с известными литературными и научными деятелями фигурировали талантливые молодые авторы. Было также решено разослать программу всем, кто мог бы оказать содействие при издании первого такого обширного сочинения, не имевшего в России аналога. Материал, состоящий из картин, рисунков, фотографий и т. п. с изображением городов, живописных или чем-либо замечательных местностей, достопримечательных зданий и памятников, местных народных типов, сцен, костюмов, обычаев и т. д., редакция просила предоставить в её распоряжение на некоторое время, для того чтобы она могла выбрать то, что нужно для издания. Обращение это, однако, не имело значительного успеха: присланные материалы лишь незначительно дополнили уже собранный материал.
Как раз к празднованию двадцатипятилетнего юбилея издательской деятельности М. О. Вольфа, 1 октября 1878 года (ст. стиль), было выпущено первое иллюстрированное объявление о «Живописной России», украшенное оригинальными рисунками Н. Н. Каразина, И. С. Попова, Г. С. Седова и др. Объявление гласило:

С пером и карандашом в руке мы посетим города и села, дворцы столицы и беднейшие хижины забытых поселков, заглянем в бревенчатый, смолистый сруб избы великоросса, в белую хату украинца, в кошемную кибитку кочевника, в чум из тюленьих шкур бродячего северного инородца, поклонимся храмам и монастырям, остановимся перед памятниками седой древности, вспоминая о событиях давно минувших. Перенесемся с читателем глухие леса, перевалим за высокие горные кряжи, дохнем привольным, ароматным воздухом широких степей, влажным туманом рек и озер. И зиму, и лето, и осень, и весну встретим и проведем на русских дорогах и занесем на страницы нашего издания все, что увидим и услышим, — занесем, не мудрствуя лукаво, но руководимые одной только правдой, все то, что дорого и свято каждого русского или, вернее, каждого обитателя нашего разноплеменного отечества.

В заключении указывалось, что это издание:

… предпринимаемое М. О. Вольфом в начале второго двадцатипятилетия его издательской деятельности, по своему внутреннему характеру представляет все данные, способные вызвать к нему самое горячее сочувствие публики: предмет — дорогой для каждого русского, любящего и желающего основательно изучить своё отечество; литературная и ученая обработка его — первоклассными и любимейшими нашими писателями; редакция его — одним из известнейших специалистов-ученых; рисунки — лучших художников".

Издатель от себя прибавил, что «… только сильная поддержка со стороны публики может вознаградить те громадные затраты, которые уже сделаны или имеют быть произведены для этого издания, и тем дозволит издателю и на будущее время быть верным своей задаче — обогащать русскую литературу большими, много труда и издержек, требующими изданиями».
Первоначально предполагалось издать «Живописную Россию» в 4 книгах, но при обзоре собранного материала и после первых переговоров с сотрудниками, приглашенными к участию в издании, редакция и издатель убедились в том, что для того, чтобы вместить описание необъятного пространства России в четырех книгах, пришлось бы многое исключить, многое сократить. В виду этого решено было изменить и расширить первоначально предполагавшиеся размеры, и, вместо четырех книг, издать «Живописную Россию» в 12 книгах, заключающих в себе каждая от 20 до 60 печатных листов текста, не считая отдельных картин, причем каждая книга должна была заключать в себе систематическое описание одного из больших районов России. Но и 12 книг оказалось мало и их число было увеличено до 19.
Согласно программе, содержание «Живописной России» намечено было следующее:
- I — «Крайний Север и Озерная область с Петербургом»,
- II — «Финляндия и Прибалтийский край»,
- III — «Литовские и Белорусские губернии»,
- IV — «Царство Польское»,
- V — «Малороссия по правую и левую сторону Днепра и Новороссия»,
- VI — «Москва и губернии Московской или Верхневолжской промышленной области»,
- VII — «Внутренняя не степная область и юго-восточная Донско-Каспийская степная область»,
- VIII — «Нижне-Волжская и Уральская области»,
- IX — «Кавказ»,
- X — «Туркестан и Киргизские степи»,
- XI — «Западная Сибирь»,
- XII — «Восточная Сибирь, Амурский и Приморский края».

### Первые тома

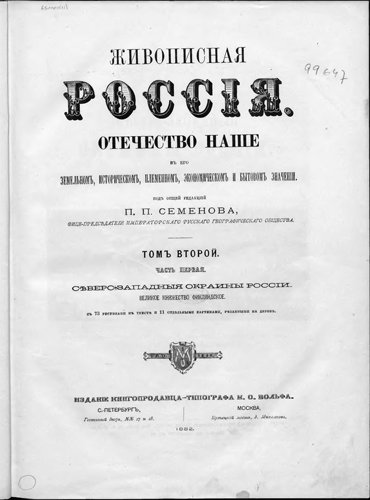
Титульный лист издания «Живописная Россия»

В марте 1879 года появились первые два выпуска «Живописной России», в формате и объеме, значительно большем, чем предполагалось ранее. Выпуски эти посвящены были описанию крайнего Севера. В них были помещены очерки С. В. Максимова, В. И. Немировича-Данченко и В. Н. Майнова.
Первая книга заключала в себе также предисловие издателя и основателя издания М. О. Вольфа, который писал:

Отлагая в сторону всякие другие работы, отказываясь от весьма выгодных предложений, мы исключительно предались «Живописной России» и решились все сделать для осуществления этого предприятия на основании широко задуманной, но строго обработанной программы". Издатель не пожалел на это ни труда, ни материальных средств. "Для «Живописной России» потребовалось завести и поддерживать несколько лет кряду отношения с массой литературных и ученых деятелей — и мы создали целый архив «Живописной России». Для «Живописной России» потребовалось перерыть массу литературы, ученого и художественного материала и создать всестороннюю библиографию предмета — мы направили талантливых и опытных деятелей в библиотеки, архивы, музеи и при посредстве их перерыли все, что было писано о России, все, что где-либо и когда-либо было занесено в альбом русским или иностранным художником. Для «Живописной России» потребовались особые машины в нашей типографии — мы их выписали и поставили.

Первые отпечатанные книги «Живописной России», а именно: весь Север, Литва, Белоруссия, Царство Польское, Кавказ и Западная Сибирь, вышли под непосредственным руководством П. П. Семёнова, причем в некоторых из этих книг им же были написаны специальные статистические и географические обзоры данной области. Заведование редакцией было сосредоточено в руках М. О. Вольфа, при редакционном участии сначала В. Н. Майнова, затем П. Н. Полевого; Описание же Москвы и Московской области, Кавказа, Восточной Сибири, Туркестана, Малороссии и Новороссии вышли при участии в редакционных трудах М. Л. Песковского. После смерти М. О. Вольфа, в 1883 году, главное руководство изданием перешло к А. М. Вольфу, а с 1898 года — к Л. М. Вольфу. Обязанности секретаря по изданию «Живописной России» с самого её основания и до окончания исполнял С. Ф. Либрович.

### Первые отзывы
Печать и критика, за небольшим исключением, встретили новое издание сочувственно.
Газета «Новости»:

В России еще не было такого частного издания ни по своим задачам, ни по размеру, ни по своей роскошной внешности, «Живописная Россия» представляет собой не только художественное изображение всей России во всем её историческом, этнографическом и культурном разнообразии, но и замечательный памятник типографского и ксилографического искусства.

Газета «Голос»:

Издание может называться роскошным альбомом, заслуживающим внимания публики.

Газета «Отголоски»:

Издание это обещает быть географическо-статистической русской энциклопедией, которая, кроме разнообразия содержания, должно отличаться еще и живостью изложения.

Журнал «Древняя и новая Россия»:

Ручательством в серьёзности исполнения задуманного издания служит уважаемое имя редактора, нашего выдающегося географа и статистика.

С выходом следующих выпусков, закончивших первую часть «Живописной России», число отзывов увеличилось; появились целые критические статьи, из числа которых особенно выделялся отзыв «Дела», в нем были упреки в адрес С. В. Максимова за картинность его слога, а также порицание в том, что и авторы будто бы стараются украсить угрюмую природу крайнего Севера, которая, по словам критика, под пером авторов «Живописной России» выходит гораздо более привлекательной, чем в действительности. Другой, тоже сравнительно резкий отзыв появился в «Отечественных записках». Как первые, так и все следующие книги «Живописной России» вызывали в печати самые противоречивые отзывы: в то время, как в одном органе печати появлялась восторженная похвала, в другом — печаталось порицание, указывались промахи и неизбежные ошибки.
Обозревая первые шесть вышедших книг «Живописной России» рецензент «Правительственного Вестника» говорит, что оно «отличаются достаточной полнотой». «Каждому краю, — говорится в рецензии, — посвящено несколько объемистых статей, из которых в каждой он (край) рассматривается специально в одном каком-нибудь отношении, а все вместе взятые статьи представляют уже общую и полную картину. Остается добавить, что внешний вид издания по достоинству рисунков и типографской роскоши вполне соответствует внутреннему содержанию».
Рецензент «Российской библиографии» высказывает надежду, что «Живописная Россия» сделается «… превосходной настольной и полезной книгой во всяком интеллигентном деле».
Некоторые части «Живописной России» вызвали ожесточенные нападки по соображениям чисто политическим (описание Литвы и Белоруссии, которое подверглось жестокой критике в статье М. О. Кояловича на страницах аксаковской «Руси» (№ 13, 1884)).

### Финансовые проблемы и пожар
Когда возникло издание «Живописной России» и когда стало известно, что в нем примут участие столь многие выдающиеся литературные и научные силы во главе с П. П. Семёновым, все пророчили этому предприятию громадный успех, хотя и сомневались, в виду больших размеров и обширной программы издания, чтобы оно могло быть доведено до конца. Дело, задуманное издателем, многие признавали патриотическим и соглашались, что издатель имел право взывать к поддержке русского общества для успешного осуществления подобного выдающегося издательского предприятия. Все это давало основание предполагать, что «Живописная Россия» разойдется в огромном количестве экземпляров. Но, хотя количество подписчиков на это издание было с самого начала сравнительно велико, оно не отвечало крупным издательским затратам. Так к 1893 году из затраченного издателями капитала было недовыручено уже 250 тыс. рублей.
При таких обстоятельствах окончание издания «Живописной России» являлось невозможным. Поэтому издатели признали необходимым перейти к такому способу сбыта «Живописной России», при котором хотя и теряли недовырученные при продажах первых уже изданных томов 250 тыс. рублей наличных денег, но получили возможность довести это грандиозное дело до конца. Издатели решили реализовать оставшиеся 65 000 томов в виде бесплатного приложения к журналу «Новь» (а впоследствии к журналу «Новый мир»), с тем расчетом, что найдется достаточное количество (не менее 10 000) людей, которые пожелают воспользоваться случаем и получить бесплатно издание, стоящее 300 рублей (впоследствии все 19 книг продавались за 69 рублей). При указанном же количестве подписчиков, издатели, после выдачи имеющихся в наличии 65 000 томов, получали возможность начать печатать следующие книги «Живописной России», так как затраты по напечатанию погашались из подписной суммы на журнал.
Только благодаря этой исключительной мере оказалось возможным окончить издание «Живописной России».
В ночь на 16 мая 1900 года (ст. стиль) во время пожара на книжных складах тов. М. О. Вольф сгорел почти весь запас уже готовых томов и листов. Печатание вновь сгоревших томов оказалось невозможным, как в силу дороговизны издания, так и в силу условий с большинством сотрудников, предоставлявших свой труд только для одного издания.

### Окончательный вариант
Вся «Живописная Россия» состоит из 19 книг, которые включают в себя 880 печатных листов или 6984 страницы  . Количество отдельных очерков, из которых каждый посвящён какому-либо описанию или исследованию, равняется 220, общее число ученых и писателей, принимавших участие в «Живописной России» с самого её основания — 93, если же прибавить к тому сотрудников редакции, подготавливавших материал, проверявших и заполнявших цифровые данные и пр., то это число достигает 117. Художественная часть «Живописной России» выражается цифрой в 3815 иллюстраций, из которых 400 представляют собой большие картины во всю страницу, гравюры на дереве и цинке, фотоцинкографии с натуры и пр. Общая сумма капитала, затраченного на издание, составила 550 тыс. рублей. Кроме перечисленных 117 писателей и учёных, принимавших участие в составлении текста, над изданием трудилось 423 человека. Это число распределяется между наборщиками, метранпажами, художниками, граверами, фотографами, бумажными фабрикантами, переплетчиками и пр.
Можно смело сказать, что не было ни одного более или менее крупного учёного того времени, занимавшегося изучением России, который бы не сделал своего вклада в «Живописную Россию». И эти вклады тем ценнее, что они состоят из специально для издания написанных статей, нигде раньше не опубликованных. Многие из помещённых в «Живописной России» очерков были оценены за границей и появились в немецком и французском переводах.

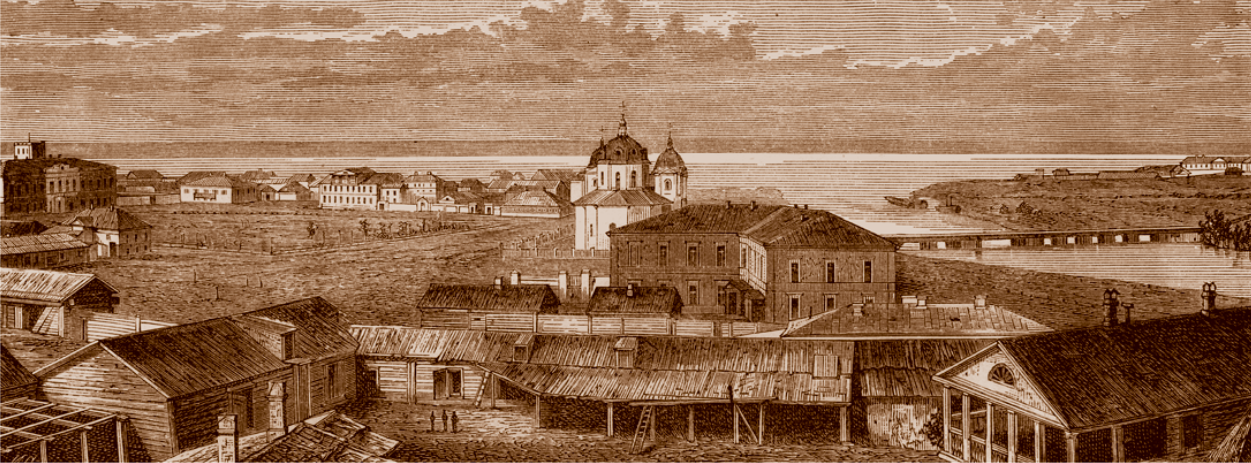
Гравюра из 11-го тома, показывающая Омск в конце XIX века

### Авторский коллектив
В составлении «Живописной России» принимали участие в качестве авторов отдельных очерков следующие писатели и ученые: Абрамов Я. В., Аверкиев Д. В., Адрианов А. В., Александрович М., Аленицын В. Д., Барановский С., Берте А. П., Боборыкин П. Д., Богров Г. И., Борисов В. М., Буссе Ф., Белозерская Н., Бесин Л. П., Вайберфельд А., Гацисский А. С., Докудовский Д., Дорошкевич Р. С., Дрицов А., Забелин И. Е., Засодимский П. В., Знаменский П. Ф., Зотов В. Р., Иловайский Д. И., Исаев А. А., Каразин Н. Н., Карнович Е. П., Киркор А. Г., Кирпичников А. И., Ключников В. П., Костомаров Н. И., князь Н. А. Костров, Котельников В., Кропоткин А. А., Кочетов Ф. И., Кудрин П., Кулиш П. А., Латкин Н. В., Мережковский К. С., Максимов С. В., Малахов М. В., Марков Е. М., Майнов В. Н., Миллер Ф. Ф., Митте М. Ф., Михневич В. О., Мордовцев Д. Л., Мушкетов И. В., Немирович-Данченко В. И., Новомарьинский Г., Обреимов В. И., Ольхин П. М., Охочинский П. В., Павлов А. А., Павлов Б. П., Песковский М. Л., Познанский И. С., Полевой П. Н., Полторацкая Л. К., Поляков И. С., Потанин Г. Н., Радде Г. И., Радлов В. В., Самоквасов Д. Я., Свободин С. Ф., Семёнов-Тян-Шанский П. П., Скальковский К. А., Старицкий К. С., Стахеев Д. И., Таранов Н., Усов П. С., Хорошкин М. П., Чернов Е., Чуйко В. В., Шубинский С. Н., Ядринцев Н. М..
«Живописная Россия» в окончательном виде представляет собой капитальнейший труд, плод усилий и деятельности многих работников мысли на протяжении трех десятков лет.

### Недостатки
«Живописная Россия» опередила своё время по содержанию и размаху издания. Российское общество не готово было принять такое издание в полном объеме по вполне понятным причинам: не было в то время такого количества людей, которые могли купить его, и поэтому оно не имело коммерческого успеха. Проект был грандиозен, но результат оказался не тот, который ожидали издатели.
«Живописная Россия» по своему типу издание научно-популярное, по своему объему и художественно-полиграфическому исполнению оно для своего времени не типично: подарочное дорогое многотомное издание, отпечатанное большим тиражом. Такой тираж в конце XIX века был характерен для массовых дешевых изданий. Оформление этого издания с художественной точки зрения безупречно, но в нем есть масса недостатков: изначальная задумка авторов «Живописной России» и в первую очередь её редактора П. П. Семёнова было сделать это издание доступным для значительной части населения. Однако по желанию издателя её сделали значительно более роскошной, чем предполагалось ранее, что существенно увеличило стоимость книги. В книге отсутствуют алфавитные и тематические указатели (данное упущение П. П. и В. П. Семёновы-Тян-Шанские поздней восполнили в своей «России»). Таким образом, «издание… географическо-статистической русской энциклопедии» в лице «Живописной России» не состоялось.
Главным же недостатком многотомника, по мнению большинства специалистов, является его чрезмерно большой формат, который в значительной степени затрудняет пользование книгой.

### Издания
- Живописная Россия : Отечество наше в его земельном, историческом, племенном, экономическом и бытовом значении / под общ. ред. П. П. Семенова. — СПб. : [Тип.] М. О. Вольф, 1881—1901.
  - Т. 3 : Западная и южная Россия. Ч. 1 : Литовское полесье ; Ч. 2 : Белорусское полесье. — СПб. ; М., 1882. — 490, VI с. : ил., 23 л. ил.

### Каталоги
- Букинистическая торговля: Учебник для студентов вузов/ под ред. А. А. Говорова и А. В. Дорошевич. — М. Изд-во МПИ, 1990.
- Белов С. В., Толстяков А. П. Русские издатели конца XIX — начала XX века. — Л.: Наука, 1976.
- Вольф М. О., т-во Петербург. Каталог-перечень изданий т-ва М. О. Вольф 1853—1913, а также книг, приобретенных целыми изданиями или находящихся на главном складе. — СПб.; М., 1914.
- Живописная Россия — отечество наше в его земельном, историческом, племенном, экономическом и бытовом значении. Т. 1, ч. 1. — М. — СПб.:Тов. М. О. Вольф, 1881.
- Живописная Россия — отечество наше в его земельном, историческом, племенном, экономическом и бытовом значении. Т. 8, ч. 1. — М. — СПб.:Тов. М. О. Вольф, 1901.
- Живописная Россия — отечество наше в его земельном, историческом, племенном, экономическом и бытовом значении. Т. 8, ч. 2. — М. — СПб.:Тов. М. О. Вольф, 1901.
- Иллюстрированный каталог книг книгопродавца-издателя М. О. Вольфа. 2000 изящных и полезных книг. — СПб: Вольф, 1882.
- Книговедение: Энциклопедический словарь. — М.: Советская энциклопедия, 1981.
- Коломнин П. П. Краткие сведения по типографскому делу. — СПб., 1899.
- Либрович С. Ф. Кабинетная библиотека. Критико-библиографическое руководство при выборе книг по журнальным рецензиям, критикам, отзывам специалистов и т. п. — СПб: Вольф, 1884.
- Либрович С. Ф. На книжном посту. Воспоминания. Записки. Документы. — Пг.; М.: Вольф, 1916.
- Полный каталог изданий тов-ва М. О. Вольф 1853—1905. — СПб.; М., 1905.
- О. Л. Тараканова. Антикварная книга: Учебник для вузов. — М., 1996.